# Charles-Alphonse-Paul Bellay
Charles-Alphonse-Paul Bellay (Parigi, 22 marzo 1826 – Parigi, 7 agosto 1900) è stato un pittore e incisore francese.

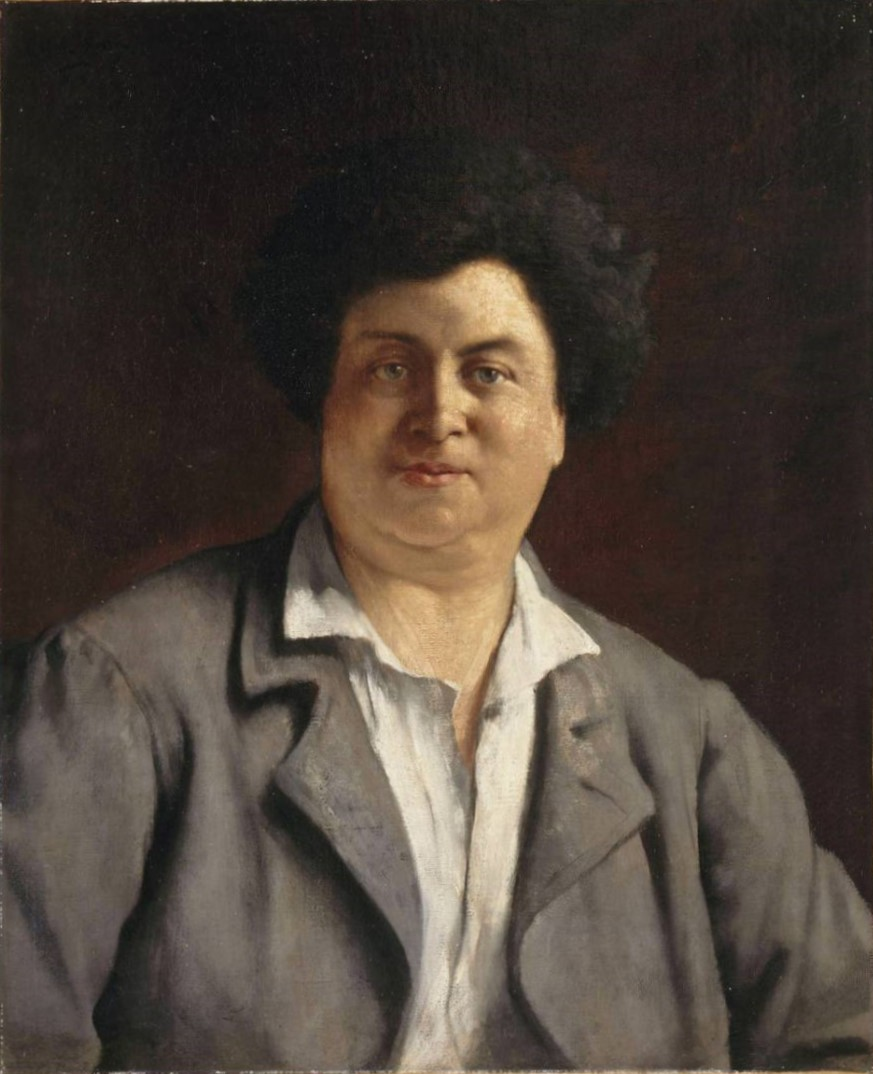
Dipinto di C.Bellay
ritratto di Alexandre Dumas padre, (1878)

Fu autore principalmente di opere di incisione (in genere a bulino o all'acquaforte) e ad acquerello.
Della sua vita non si sa molto, eccetto che fu attivo anche in Italia dove soggiornò a lungo. È ricordato per le incisioni di Stella e Pascuccia, popolane del Lazio ritratte nel 1864 probabilmente ad Anticoli Corrado, cittadina della valle dell'Aniene conosciuta per essere stata sede nell'Ottocento e nel primo Novecento di diversi atelier artistici.
Bellay - che nel 1852 vinse il Premio di Roma per l'incisione - ebbe spesso come soggetti anche figure allegoriche (come ad esempio la Vittoria raffigurata con volto di donna incorniciato da una ghirlanda di foglie, del 1876) e molte delle sue opere furono pubblicate dall'editore parigino Adholpe Goupil (1806-1893) particolarmente attento al genere artistico dell'incisione.
I suoi lavori furono esposti regolarmente dal 1861 comprendendo anche incisioni derivate da dipinti di Raffaello Sanzio.
Suo è anche un ritratto del 1878 raffigurante Alexandre Dumas.